# Isla Maraone
La Isla de Maraone (en italiano: Isola di Maraone) es una isla de Italia en aguas del mar Mediterráneo que pertenece al grupo de las islas Egadas, en la región de Sicilia.
Se trata de una pequeña franja de tierra, o mejor dicho, una enorme roca, en forma larga y estrecha, al oeste de la gran isla Sicilia. Tiene un poco más de 600 m de largo y su anchura máxima no supera los 80 m. Administrativamente, es parte de la comuna de Favignana.
La isla está situada entre la isla Levanzo y la costa de Trapani. A unos 600 metros al este, está la isla de Formica.